# 回滚
回滚（英語：rollback）是数据库技术中的操作，放弃修改，使数据库状态恢复到此前的某个时刻。这对数据完整性具有关键意义。回滚是数据库事务管理重要一環。
回滚特性通常用数据库日志实现，但也可以用多版本并发控制实现。

## 级联回滚
级联回滚（cascading rollback）是指数据库的一个事务的失败引起多个事务随之失败，都要各自回滚。

## SQL
SQL中, ROLLBACK是一条命令，引起从最后一次BEGIN WORK或START TRANSACTION开始的数据改变被抛弃，数据库状态恢复到改变之前。 
一条ROLLBACK语句也释放任何已存的savepoint。
在大多数SQL语言实现中，ROLLBACK是特定于连接。即如果两个连接指向同一个数据库，在一个连接上的ROLLBACK并不影响另一个连接。